# Список подводных лодок ВМС Австралии
В данной статье приведён список подводных лодок ВМС Австралии, начиная с 1914 года по сей день.

## Подводные лодки типа E
Британские подводные лодки типа E, построенные для ВМС Австралии. Обе погибли во время Первой мировой войны.
| Название                                      | Верфь                                         | Заложена                                      | Спущена                                       | В строю                                       | Списана                                       | Примечания                                                        |
| подводные лодки типа E (662/808 т, 15/10 уз.) | подводные лодки типа E (662/808 т, 15/10 уз.) | подводные лодки типа E (662/808 т, 15/10 уз.) | подводные лодки типа E (662/808 т, 15/10 уз.) | подводные лодки типа E (662/808 т, 15/10 уз.) | подводные лодки типа E (662/808 т, 15/10 уз.) | подводные лодки типа E (662/808 т, 15/10 уз.)                     |
| --------------------------------------------- | --------------------------------------------- | --------------------------------------------- | --------------------------------------------- | --------------------------------------------- | --------------------------------------------- | ----------------------------------------------------------------- |
| AE1                                           |                                               |                                               | 22.05.1913                                    | 23.02.1914                                    | 14.09.1914†                                   | Потеряна в районе Новой Гвинеи по неизвестной причине             |
| AE2                                           |                                               |                                               | 18.06.1913                                    | 28.02.1914                                    | 28.04.1915†                                   | Затоплена экипажем в Мраморном море во время высадки в Галлиполи. |

## Подводные лодки типа J
Британские подводные лодки типа J, безвозмездно переданные Австралии в конце Первой мировой войны. Все шесть лодок ввиду изношенности аккумуляторов и недостатка ассигнований на ремонт были списаны в 1920-е годы.
| Название                                         | Верфь                                            | Заложена                                         | Спущена                                          | В строю                                          | Списана                                          | Примечания                                       |
| подводные лодки типа J (1210/1760 т, 19/9,5 уз.) | подводные лодки типа J (1210/1760 т, 19/9,5 уз.) | подводные лодки типа J (1210/1760 т, 19/9,5 уз.) | подводные лодки типа J (1210/1760 т, 19/9,5 уз.) | подводные лодки типа J (1210/1760 т, 19/9,5 уз.) | подводные лодки типа J (1210/1760 т, 19/9,5 уз.) | подводные лодки типа J (1210/1760 т, 19/9,5 уз.) |
| ------------------------------------------------ | ------------------------------------------------ | ------------------------------------------------ | ------------------------------------------------ | ------------------------------------------------ | ------------------------------------------------ | ------------------------------------------------ |
| J1                                               |                                                  | 03.1915                                          |                                                  | 1916                                             | 1920-е гг.                                       |                                                  |
| J2                                               |                                                  | 03.1915                                          |                                                  | 1916                                             | 1920-е гг.                                       |                                                  |
| J3                                               |                                                  | 04.1915                                          |                                                  | 1916                                             | 1920-е гг.                                       |                                                  |
| J4                                               |                                                  | 04.1915                                          |                                                  | 17.07.1916                                       | 1920-е гг.                                       |                                                  |
| J5                                               |                                                  | 05.1915                                          |                                                  | 1916                                             | 1920-е гг.                                       |                                                  |
| J7                                               |                                                  | 08.1916                                          |                                                  | 11.1917                                          | 1920-е гг.                                       |                                                  |

## Подводные лодки типа K VIII
Голландская подводная лодка типа KVIII. После захвата Японией Голландской Ост-Индии передана Австралии.
| Название                                         | Верфь                                            | Заложена                                         | Спущена                                          | В строю                                          | Списана                                          | Примечания                                       |
| подводные лодки типа KVIII (520/715 т, 15/8 уз.) | подводные лодки типа KVIII (520/715 т, 15/8 уз.) | подводные лодки типа KVIII (520/715 т, 15/8 уз.) | подводные лодки типа KVIII (520/715 т, 15/8 уз.) | подводные лодки типа KVIII (520/715 т, 15/8 уз.) | подводные лодки типа KVIII (520/715 т, 15/8 уз.) | подводные лодки типа KVIII (520/715 т, 15/8 уз.) |
| ------------------------------------------------ | ------------------------------------------------ | ------------------------------------------------ | ------------------------------------------------ | ------------------------------------------------ | ------------------------------------------------ | ------------------------------------------------ |
| K9                                               | Koninklijke Maatschappij de Schelde, Флиссинген  | 01.03.1919                                       | 23.12.1922                                       | 21.06.1923 Нидерланды · 22.06.1943 Австралия     | 25.07.1942 Нидерланды · 31.03.1944 Австралия     |                                                  |

## Подводные лодки типа «Оберон»
Британские подводные лодки типа «Оберон», построенные по заказу ВМС Австралии.
| Название                                               | Номер                                                  | Верфь                                                                    | Заложена                                               | Спущена                                                | В строю                                                | Списана                                                | Примечания                                             |
| подводные лодки типа «Оберон» (2030/2410 т, 12/17 уз.) | подводные лодки типа «Оберон» (2030/2410 т, 12/17 уз.) | подводные лодки типа «Оберон» (2030/2410 т, 12/17 уз.)                   | подводные лодки типа «Оберон» (2030/2410 т, 12/17 уз.) | подводные лодки типа «Оберон» (2030/2410 т, 12/17 уз.) | подводные лодки типа «Оберон» (2030/2410 т, 12/17 уз.) | подводные лодки типа «Оберон» (2030/2410 т, 12/17 уз.) | подводные лодки типа «Оберон» (2030/2410 т, 12/17 уз.) |
| ------------------------------------------------------ | ------------------------------------------------------ | ------------------------------------------------------------------------ | ------------------------------------------------------ | ------------------------------------------------------ | ------------------------------------------------------ | ------------------------------------------------------ | ------------------------------------------------------ |
| Оксли / Oxley                                          | SS 57                                                  | Scotts Shipbuilding and Engineering Co. (c 1967 — Scott Lithgow), Гринок | 02.07.1964                                             | 24.09.1965                                             | 18.04.1967                                             | 1992                                                   |                                                        |
| Отвей / Otway                                          | SS 59                                                  | Scotts Shipbuilding and Engineering Co. (c 1967 — Scott Lithgow), Гринок | 29.06.1965                                             | 29.11.1966                                             | 23.04.1968                                             | 1994                                                   |                                                        |
| Овинз / Ovens                                          | SS 70                                                  | Scotts Shipbuilding and Engineering Co. (c 1967 — Scott Lithgow), Гринок | 17.06.1966                                             | 04.12.1967                                             | 18.04.1969                                             | 1995                                                   |                                                        |
| Онслоу / Onslow                                        | SS 60                                                  | Scotts Shipbuilding and Engineering Co. (c 1967 — Scott Lithgow), Гринок | 14.12.1967                                             | 03.12.1968                                             | 22.12.1969                                             | 1999                                                   |                                                        |
| Орион / Orion                                          | SS 61                                                  | Scotts Shipbuilding and Engineering Co. (c 1967 — Scott Lithgow), Гринок | 06.10.1972                                             | 16.09.1974                                             | 15.06.1977                                             | 1996                                                   |                                                        |
| Отама / Otama                                          | SS 62                                                  | Scotts Shipbuilding and Engineering Co. (c 1967 — Scott Lithgow), Гринок | 25.05.1973                                             | 03.12.1975                                             | 27.04.1978                                             | 2000                                                   |                                                        |

## Подводные лодки типа «Коллинз»
Подводные лодки  австралийской постройки, спроектированные в 1987—1989 годах шведской фирмой Kockums.
| Название                                                | Номер                                                   | Верфь                                                   | Заложена                                                | Спущена                                                 | В строю                                                 | Списана                                                 | Примечания                                              |
| подводные лодки типа «Коллинз» (3051/3353 т, 10/20 уз.) | подводные лодки типа «Коллинз» (3051/3353 т, 10/20 уз.) | подводные лодки типа «Коллинз» (3051/3353 т, 10/20 уз.) | подводные лодки типа «Коллинз» (3051/3353 т, 10/20 уз.) | подводные лодки типа «Коллинз» (3051/3353 т, 10/20 уз.) | подводные лодки типа «Коллинз» (3051/3353 т, 10/20 уз.) | подводные лодки типа «Коллинз» (3051/3353 т, 10/20 уз.) | подводные лодки типа «Коллинз» (3051/3353 т, 10/20 уз.) |
| ------------------------------------------------------- | ------------------------------------------------------- | ------------------------------------------------------- | ------------------------------------------------------- | ------------------------------------------------------- | ------------------------------------------------------- | ------------------------------------------------------- | ------------------------------------------------------- |
| Коллинз / Collins                                       | № 73                                                    | Australian Submarine Corp., Аделаида                    | 14.02.1990                                              | 28.08.1993                                              | 27.07.1996                                              |                                                         | В строю                                                 |
| Фарнкомб / Farncomb                                     | № 74                                                    | Australian Submarine Corp., Аделаида                    | 01.03.1991                                              | 15.12.1996                                              | 31.01.1998                                              |                                                         | В строю                                                 |
| Уоллер / Waller                                         | № 75                                                    | Australian Submarine Corp., Аделаида                    | 19.03.1992                                              | 14.03.1997                                              | 10.07.1999                                              |                                                         | В строю                                                 |
| Дешенё / Dechaineux                                     | № 76                                                    | Australian Submarine Corp., Аделаида                    | 04.03.1993                                              | 12.03.1998                                              | 23.02.2001                                              |                                                         | В строю                                                 |
| Шиан / Sheean                                           | № 77                                                    | Australian Submarine Corp., Аделаида                    | 17.02.1994                                              | 01.05.1999                                              | 23.02.2001                                              |                                                         | В строю                                                 |
| Рэнкин / Rankin                                         | № 78                                                    | Australian Submarine Corp., Аделаида                    | 12.05.1995                                              | 07.11.2001                                              | 29.03.2003                                              |                                                         | В строю                                                 |